# ラストレジオン UX
ラストレジオン UX（LAST LEGION UX）は、1999年5月28日にハドソンから発売されたNINTENDO 64用対戦アクションゲーム。開発は、ユークス、イラストは、大河原邦男が担当している。

## 概要
NINTENDO 64世代でロボットアクションといえば、プレイステーションのアーマード・コアやセガサターン（及びアーケード）のバーチャロンが有名であるが、本作も操縦型ロボット兵器を使用した1対1のサードパーソン・シューティング形式の対戦アクションの一つである。
地水火風（四大元素）に分けられたパワーストーンと呼ばれる鉱石を動力として駆動する人型兵器「レジオン」と、世界を統一する「UNION」に対立する戦闘集団「ライドレイド」が、タイムワープが可能な施設を占拠。「創世記」と呼ばれる時代にタイムワープしていったライドレイドを追跡し、その目的を知る事がストーリーモードの大筋である。

## システムについて
勝利方法は、
- 耐久力を0にする
- 時間設定していた場合は、タイムアップ時の残り耐久力の大きさで決める
- パワーストーン奪取攻撃を正確にヒットさせる

となっており、パワーストーン奪取攻撃については耐久力に関係なく勝利できるが隙が大きい。
移動
旋回が可能な低速移動、水平移動で駆けまわる高速移動、空中も含め2段階まで可能なジャンプが可能。ノルフテのみ、空中でホバリングも可能。
相手の方向を振り向く
ボタン操作で相手の方向へ振り向くように素早く旋回する。高速移動中はロックオン中を除き停止しないと使用できない。
ロックオン
ロックオンボタンで相手の位置にロックオンマーカーを表示する。ロックオン中は、振り向きボタンを押し続けることで常に相手のほうに視線を合わせることができる。
ロックオン中では通常攻撃に若干の追尾性能が付くようになる。
常にロックオンし続けるわけではなく、ダウン、ガード、弾切れによるリロードでロックオンが切れてしまうため、その都度再ロックオンが必要となる。
ルールによってロックオンの条件が変更でき、どの状況でもロックオン可、視界内かつ障害物を挟まない場合ロックオン可、ロックオン操作不可など設定が可能。
攻撃
腕部に搭載した武器によるメイン射撃攻撃、レジオン固有の武器によるサブ攻撃(スペシャルウェポン)、ホーミング性能のある近距離格闘攻撃、が無条件で使用可能。
上下方向に関しては、ロックオンせずとも視界内に納めていれば自動的に相手の方向へ狙い撃つ。
ガード
盾を使用し攻撃を防御する。防御方向からの攻撃を無効化するが、一部を除き、一定ダメージをガードすると盾が破壊され、以降はダメージ軽減のみ行われる。
ガード中はパワーストーン奪取攻撃以外、操作不能となる。
パワーストーン奪取攻撃
ガードの状態から発動できる敵のパワーストーンを奪い取る攻撃。攻撃距離が短いうえに大きな隙はあるものの、成功できれば無条件で勝利可能。
パワーストーン攻撃
パワーストーンゲージが最大まで溜まることで使用可能になる。積極的な戦闘行動をとることでゲージを素早くためることができる
サブ攻撃同様にレジオンによって性能、発動内容は様々で、再発動までの基本回復性能も異なる。
基本的に追尾攻撃である。

## 登場レジオン
本作は10機体+隠し機体2機のレジオンが登場する。内、ストーリーモードでは、6機体を選んで操作することができる。その他のモードではすべての機体が操作可能。
レジオンごとに、性能、サブウェポン、パワーストーン攻撃が異なっており、特殊操作できる機体もある。
装備選択に関しては、銃など個別装備式で持ち替えられ盾も装備可能なAタイプ、腕部一体型で盾は装備しないが武器の換装が可能なBタイプ、完全に固定武装で換装不可能なCタイプに分けられる。
ベバイオン(BEBAION)
最初にリリースされた中量型レジオン。装甲、スピード、格闘能力いずれもバランスを重視している。
装備選択はタイプA。
スペシャルウェポンはPLST-Cボム。弓なりに投げる手榴弾で、爆風がやや広く威力が高い。投擲タイプであるため高度差にも強い。
パワーストーンは火属性のブレイズ(BLAZE)。3方向に分裂する熱核弾を発射する。多方向攻撃であるためそこそこの命中率があり威力もあり。
ゲイレヴァイン(GALEVIN)
薄く強靭な装甲により、そこそこの防御力を持ちながら機動力も併せ持つ軽量型レジオン。少しダウンしやすいが、その機動力を活かしたヒット＆アウェイと得意とする。機体名は「疾風の稲妻」の意。
装備選択はタイプA。
スペシャルウェポンは、拡散型手榴弾である3ウェイボム。ベバイオンの物よりも小威力、小爆発であるが3方向に撒くため撹乱しやすい。
パワーストーンは地属性のスパイダー(SPIDER)。威力が低めの代わりに再使用までの回復力があるため小出しで発動しやすい。
ライアバイツ(LIEABOUTS)
白兵戦を目的に開発された重量型レジオン。コンセプト通り、腕部に搭載された鋭利な爪による高速移動からの格闘戦を得意とし、巨大な肩パーツが示す通り装甲も硬くダウンにも強め。
装備選択はタイプCでピストル系。黄色のエネルギー弾を放つ。格闘攻撃で3連攻撃が可能。
スペシャルウェポンはトーペッドミサイル(TORPEDO MISSILE)。胸部から発射される内蔵兵器で、威力と追尾力があり遠距離戦も可能としている。
パワーストーンは地属性のハードン(HARDEN)。硬質円球を放出するため、ダウン能力が高い。
ヴァイスティーガ(WEIβTIGER)
ベバイオンをベースとした強化版で、装甲やジェネレーターが換装されている。パワーストーンや固有武器の仕様により、隠れながらのセットプレイを主体とする。機体名はドイツ語で「白い虎」。
装備選択はタイプA。
スペシャルウェポンはリモートボム。仕掛けた後に任意で起爆することが出来、直接投げることもできる。
パワーストーンは風属性のプラズマ(PLASMA)。発動させることで超伝導を利用したステルス状態となり、ロックオンもされなくなる。
ノルフテ(NL-FT-PP)
フロート脚部を初採用した機体で、元のコンセプトは遠征調査機。高速を活かしたそのままの体当たり（高速移動が攻撃判定）など、高機動とかく乱を主体とする。また、本作中では唯一空中でホバリングが可能（徐々に降下する）。
装備選択はタイプB。
スペシャルウェポンはスプレッドホーミング。攻撃ビットを射出し、相手にレーザーを浴びせ続ける。
パワーストーンは火属性のオムニバス(OMNIBUS)。光球と、無数に分散したレーザーによる時間差攻撃を行う。
ジャンキス(JANKEES)
ベバイオンと同期に開発された重量機体で、若干遅れてリリース。速度はあまり高くはないが撃たれ強いため、近接武器を利用した格闘戦が主体。
装備選択はタイプA。
スペシャルウェポンはレイアマイン。地雷を埋設し、接触するか一定時間後に起爆する。複数設置が可能。
パワーストーンは風属性のブレイド（BLADE）。巨大剣を形成し、横薙ぎからの一刀両断と同時に衝撃波を発生させる。空中で使用した場合は剣を投げつける。
グロブス(BLOBUS)
ニュー・ビー(ν-BEE)
グランジュープ(GRANDEJUPE)
アンフィビアン(AMPHIBIAN)
ボンバロン
メタルボンバー

### 選択可能な武装
武器には重さが設定されており、装備した武器が重ければ重いほどスピードが低下していく。
武器のタイプは、ブレード系、バズーカ系、ピストル系、マシンガン系の4種類ある。武器タイプによっては攻撃ボタンを押し続ける事でエネルギーを溜めるチャージ攻撃が可能。
タイプAおよびBは、それぞれ武器種が異なるジャンルとなっており、どちらも選択した武器で射撃および近接攻撃の両方を行う。
盾は耐久力が設定されており、高ければ高いほど破損しにくくなるがその分重くなりやすい。
- ブレード系
  - 単発攻撃系。近接攻撃の威力が高く、チャージ時はさらに威力が増す。斬撃を飛ばす形で遠距離攻撃も可能。
- バズーカ系
  - 単発の遠距離攻撃。チャージが可能で、射撃の威力は高いが、攻撃のたびに硬直が発生する。ピストル、マシンガンと違い、射撃の都度弾切れになるため、ロックオンの確保が必要。
- ピストル系
  - ボタンを押すごとに射撃する。残弾があり、装弾数は少ないが装弾に空きができていれば時間毎に1発ずつ回復していく。それにより長時間ロックオン可能。激しく連打することで、マシンガン系よりも高速で連射することが可能。
- マシンガン系
  - ボタンを押している間射撃し続ける。残弾があり、弾を使いきることで全弾リロードする。ピストル系に比べて装弾数は多いが、使い切らなければリロードできない。